# إم. بايسون
إم. بايسون (M. Bison) و يعرف باليابان بأسم (فيغا ベガ) هو شخصية شريرة في سلسلة ألعاب الفيديو ستريت فايتر، وهو قائد منظمة شدالو (Shadaloo) الإجرامية الذي يسعى من خلالها للسيطرة على حكومات العالم، أول ظهور لشخصية بايسون كان في عام 1991 في لعبة ستريت فايتر II.